# Handicap (Golf)
Das Handicap (oder Handicap-Index, deutsch Vorgabe) im Golf ist eine Kennzahl, die das theoretische und aktuelle Spielpotenzial eines Spielers ausdrückt. Vor einem Wettbewerb wird das Course Handicap (ehemals Spielvorgabe) errechnet.
Das Handicap eines Spielers wird aus seinen letzten Spielergebnissen abgeleitet und ist Teil der Berechnungsgrundlage für sein nächstes Spiel auf einem konkreten Golfplatz. Es ändert sich somit potentiell nach jedem Spiel.

„Ein Handicap drückt aus, wie gut ein Spieler theoretisch spielen kann, wenn alles gut geht.“

Es wird als Differenz der Schläge für eine 18-Loch-Golfrunde eines Spielers gegenüber einem sehr guten Golfspieler, dem sogenannten Scratch-Golfer mit dem Handicap Null, ausgedrückt. Dieser fiktive Scratch-Golfer beendet eine Runde mit genau der Anzahl von Schlägen, die dem Par des Platzes entspricht. In der Regel sind dies 72 Schläge. Rechnet der einzelne Spieler sein aktuelles Handicap mit ein, ist ein Wettbewerb „auf Augenhöhe“ auch zwischen Spielern unterschiedlicher Spielpotenziale möglich. Einzelne Spieler können damit ebenso ihr aktuelles Spielpotenzial als Kennzahl ausdrücken und ihre Verbesserung (oder Verschlechterung) nachverfolgen.
Der Handicap-Index liegt in Deutschland zwischen etwa −5 (beste Amateurspieler) und +54 (Anfängereinstufung). Daraus ergibt sich, je besser (gemäß oben erwähntem Sprachgebrauch: je niedriger) ein Handicap ist, desto höher die Spielstärke, die es ausweist.
Bei außergewöhnlich guten Spielern, die besser als der Scratch-Golfer spielen können, ist die Kennzahl rechnerisch negativ und wird trotz des Vorzeichenwechsels durch Einführung des World Handicap System (WHS) explizit als Plus Handicap-Index klassifiziert.
Historisch gibt es weltweit unterschiedliche Handicap-Systeme, die 2021 zum World Handicap System vereinheitlicht werden sollen.[veraltet] In Deutschland, Österreich und der Schweiz galt bis Dezember 2020 das kontinentaleuropäische EGA-Vorgabensystem (2016–2019) mit leichten verbandsspezifischen Unterschieden.

## Course Handicap (ehemals Spielvorgabe)
Aus dem Handicap-Index, in Deutschland bis 2020 auch Stammvorgabe genannt, wird vor einem Wettbewerb das Course Handicap errechnet. Dieser unterscheidet sich von dem Handicap-Index dadurch, dass er zusätzlich noch die Schwierigkeit des zu spielenden Platzes berücksichtigt. Hierzu gehen bei der Berechnung des Course Handicaps das Course Rating (CR) und des Slope Rating (Slope) des Platzes ein.
{\displaystyle {\mbox{Course Handicap}}={\mbox{Handicap-Index}}\cdot {\frac {\mbox{Slope Rating}}{113}}+{\mbox{Course Rating}}-{\mbox{Par}}}
Er kann also höher, niedriger oder (bei einem durchschnittlich schweren Platz) genauso hoch wie der Handicap-Index sein. Aus diesem Course Handicap ergibt sich dann eine Anzahl von Vorgabeschlägen, die der Spieler von der eigentlich gespielten Schlagzahl einer Runde abziehen darf. Dieses errechnete Ergebnis unter Berücksichtigung der Vorgabeschläge wird Netto-Ergebnis genannt und ist zwischen Golfern unterschiedlicher Spielstärke vergleichbar.
In clubinternen Amateurwettspielen werden normalerweise mehrere Netto-Preise ausgeschrieben, da dann alle Spieler eine realistische Chance auf einen Gewinn haben. Oft gibt es aber zusätzlich einen Brutto-Preis für das absolut beste Ergebnis, also ohne Berücksichtigung von Vorgabeschlägen.
Bei nationalen und internationalen Amateurmeisterschaften sowie in Berufsspielerturnieren wird immer brutto gewertet. Berufsgolfer haben in der Regel kein Handicap und können deshalb, wenn sie bei Wettspielen mit Amateuren antreten, nicht an der Nettowertung teilnehmen.

## Anwendung
Bei fast allen Spielformen (Stableford, Zählspiel, Lochspiel und vielen Teamspielformen) kann man das Handicap dazu verwenden, das unterschiedliche Können der Spieler rechnerisch auszugleichen. Ein schlechter Spieler kann dann durchaus gegen einen guten gewinnen, weil der schlechtere Spieler mit seiner höheren Spielvorgabe entsprechend mehr Vorgabeschläge erhält.
Für jede der 18 Bahnen einer vollen Golfrunde gibt es einen Richtwert für die Schlagzahl, der als Par angegeben ist. Die einfachste und früher auch praktizierte Form der Ermittlung eines Handicaps besteht darin, den Durchschnitt mehrerer vergangener Ergebnisse des Spielers mit dem Par zu vergleichen. Spielte er beispielsweise die letzten Runden bei Par 72 mit durchschnittlich 90 Schlägen, so wäre sein Handicap 18, da man 18 von seinem Ergebnis abziehen müsste, um Par zu erreichen.
Mit registrierten Privatrunden (bis 2020 Extra Day Scores oder EDS-Runden) können Golfspieler auch außerhalb von Turnieren ihr Handicap verbessern.

## Berechnungsmethode im WHS-Vorgabensystem

Beispielhafte Scorecard nach deutschem WHS-Regelwerk. Sie enthält neben den üblichen Angaben (Loch, Par, HCP, Vorgabe, Score) auch alle Angaben zum Platz (CR, Slope), Brutto/Netto Ergebnisse/Punkte, sowie Score Differential, um die Berechnungen nachvollziehen zu können.

Im World Handicap System (WHS) berechnet sich der Handicap-Index in der Regel durch Bildung des Mittelwerts des Punktergebnisses aus den acht besten der letzten 20 gewerteten vollen 18-Loch-Runden.

### Score im Sinne des WHS je Loch

#### Score im Zählspiel begrenzt durch Netto Doppelbogey
Im Zählspiel wird je Loch maximal der Netto Doppelbogey (englisch Net Double Bogey) als Score gewertet. Hiermit werden besonders schlecht gespielte Löcher nicht höher gewertet als dieser Maximalwert.
Er entspricht einem Doppelbogey (Par + 2 Schläge) zuzüglich der Vorgabeschläge (kurz Vorgabe oder auch vom Platz erhaltene Schläge) für das Loch entsprechend dem bisherigen WHS-Index des Spielers: {\displaystyle {\text{Score}}=\min({\text{Schlaege}},{\text{Par}}+2+{\text{Vorgabe}})}
Neue Spieler ohne WHS-Index erhalten drei Vorgabeschläge.

#### Stableford Score
Ein Score nach Stableford kann ebenfalls je Loch für ein Netto-Ergebnis genutzt werden und dann zum Score Differential umgerechnet werden. Es werden wie bisher 0 Punkte und mehr bei erreichen des Netto Doppelbogey oder besser (1 Punkt für Netto Bogey, 2 Punkte bei Netto Par usw.) notiert.

### Bildung eines Score Differential für eine Runde
Im WHS werden die Punktergebnisse jeder gewerteten Runde normalisiert und Score Differential genannt. Hierzu gelten konkrete Berechnungsregeln.
1. Die Scores unter Beachtung der Obergrenze Netto Doppelbogey werden für die ganze Runde aufsummiert und bilden das gewertete Bruttoergebnis (Adjusted Gross Score):
 {\displaystyle {\text{gewertetes Bruttoergebnis}}=\sum \nolimits _{i=1}^{18}\min({\text{Schläge}}_{i},{\text{Par}}_{i}+2+{\text{Vorgabe}}_{i})}
 oder wenn es sich um Stableford Punkte handelt:
 {\displaystyle {\text{gewertetes Bruttoergebnis}}={\text{Par}}+{\text{Course Handicap}}+36-\sum \nolimits _{i=1}^{18}{\text{Stableford Punkte}}_{i}}
2. Durch Abzug von Course Rating (CR) und der Course-Rating-Korrektur (CR-Korrektur, oder auch Play Conditions Calculation, PCC) sowie der anschließenden Anwendung (Multiplikation mit 113 und Division mit Slope) des Slope Rating (Slope) wird aus dem gewerteten Bruttoergebnis der Score Differential berechnet:
 {\displaystyle {\text{Score Differential}}=({\text{gewertetes Bruttoergebnis}}-{\text{Course Rating}}-{\text{Course Rating Korrektur}})\cdot {\frac {113}{\text{Slope Rating}}}} 
Damit ist die grundsätzliche Schwierigkeit (CR & Slope) des Platzes sowie die Spielverhältnisse während der Runde (CR-Korrektur) in den Wert einbezogen und dieser damit normalisiert. Diese Berechnungsregel wird für 9-Loch-Runden durch die entsprechenden Werte für CR, Slope und CR-Korrektur angepasst.

Das Score Differential wird auf das nächste Zehntel kaufmännisch gerundet.

### Aktualisierung des WHS-Index nach einer Runde
Als Basis für die Berechnung des WHS-Index werden die letzten 20 gewerteten Runden herangezogen. Aus ihnen werden die niedrigsten acht Score Differentials ausgewählt. Der Mittelwert dieser besten Score Differentials ergibt den WHS-Index.
Sollten weniger als 20 gewertete Runden vorliegen, kann dennoch ein WHS-Index gebildet werden, indem die Anzahl der besten Score Differentials zur Bildung des Mittelwerts reduziert wird.

## Vergleich von WHS- und EGA-Vorgabensystem
Gegenüber dem EGA-Vorgabensystem, bei dem sich die Vorgabe inkrementell veränderte, stellt der WHS-Index einen aktuellen Mittelwert dar. Dadurch entfallen im WHS-Vorgabensystem Vorgabenklassen, Pufferzonen und die entsprechenden Herab- und Heraufsetzungsfaktoren.
Registrierte Privatrunden und gewertete 9-Loch-Runden sind im WHS-Vorgabensystem für alle Spieler Handicap-relevant, im EGA-Vorgabensystem war die Vorgabenklasse 1 hiervon ausgeschlossen.
Eine direkte Umrechnung von EGA-Handicap in WHS-Index ist nicht möglich, hierzu müssen vollständige Scorecards mit CR und Slope zur Berechnung von Score Differentials vorliegen.
Das rechnerische Vorzeichen hat sich beim Wechsel auf den Handicap-Index umgekehrt. Die überwiegende Mehrheit der Amateure hat somit kein Minus-Handicap mehr.

## Das Handicap in Turnieren
Wenn das Ergebnis eines Turniers ohne Berücksichtigung von Handicaps gewertet wird, spricht man von einer Bruttowertung, wenn das Handicap berücksichtigt wird, von einer Nettowertung. Golfprofis spielen mangels eines Handicaps immer brutto, in den meisten Turnieren für Amateure werden Brutto- und Nettopreise ausgelobt und dementsprechend mehrere Wertungen vorgenommen. Bruttosieger wird der Spieler, der absolut am wenigsten Schläge in einem Turnier benötigt, beziehungsweise die meisten Brutto-Stablefordpunkte erzielt hat. Nettosieger wird derjenige, dessen Ergebnis unter Berücksichtigung seiner Spielvorgabe am besten ist.
Beispiel:
Reines Zählspiel: Spieler A mit Spielvorgabe 2 benötigt 76 Schläge, Spieler B mit Spielvorgabe 18 benötigt 90 Schläge.
Spieler A wird Bruttosieger, da 76 die geringste Anzahl von Schlägen ist.
Spieler B wird Nettosieger, da er nach Abzug seiner Spielvorgabe netto nur 72 Schläge (90-18=72) benötigt hat, während dies bei A 74 Schläge (76−2=74) sind.
Im Lochspiel wird das Handicap in der Weise angewendet, dass die Differenz der Spielvorgaben der Gegner berechnet wird, gegebenenfalls modifiziert um einen zusätzlichen Faktor. Je nach der Verteilung der Vorgabeschläge auf die Bahnen darf der schwächere Spieler die sich ergebende Differenz von Schlägen mehr benötigen, um ein Unentschieden zu erreichen. Bei beispielsweise 3 Schlägen Differenz wird je ein Schlag Vorgabe an den Löchern mit den Vorgabewerten 1, 2 und 3 wirksam.
Beispiel:
Spieler A hat Spielvorgabe 2, Spieler B hat Spielvorgabe 25, erhält daher 23 Schläge vor.
B darf dann an den 5 Löchern mit Handicapeintrag 1-5 zwei Schläge mehr brauchen als A, an allen anderen Löchern je einen Schlag mehr.
Spielt B beispielsweise am schwersten Loch (Handicapeintrag 1) eine 5 und A eine 4, so hat B das Loch gewonnen.
Wenn Spieler A am leichtesten Loch (Handicapeintrag 18) eine 5 spielt, und Spieler B eine 6, dann hätten beide das Loch geteilt, also „unentschieden“ gespielt.

## Berechnungsmethode im alten EGA-Vorgabensystem
Bis Dezember 2020 wurde in Deutschland das DGV-Vorgabensystem durch den Deutschen Golf Verband DGV angewendet. Es entsprach dem in Europa verwendeten EGA-Handicap-System. Es unterschied sich deutlich vom Handicap-System der USGA (United States Golf Association) in den USA. Dieser Nachteil wurde mit dem WHS behoben.
Auch das EGA-Vorgabesystem hatte zum Ziel, die Handicaps vergleichbar zu machen. Zur Berücksichtigung der Schwierigkeit eines Platzes wurden bereits CR und Slope berücksichtigt.
Im DGV-Vorgabensystem hatte jeder Golfer eine sogenannte Stammvorgabe, die seine Spielstärke in absoluter Form ausdrückte und auf eine Nachkommastelle angegeben wird. Dieser Wert wurde allgemein als Handicap bezeichnet. Obwohl dieser Wert für die Amateure das Vorzeichen Minus trug, wurde dieses überwiegend nicht genannt. Sehr gute Golfer, die normalerweise besser als Par spielen, hatten eine positive Stammvorgabe. In diesem Fall wurde das Plus ausdrücklich als Vorzeichen genannt. Unter Hinzunahme des CR- und des Slope-Wertes wird aus der Stammvorgabe eine für den zu spielenden Platz gültige ganzzahlige Spielvorgabe berechnet. Ein Golfer, der z. B. eine Stammvorgabe von −19,3 hat, könnte auf einem schwierigen Platz eine Spielvorgabe von −21 erhalten, dürfte also 21 Schläge mehr als Par benötigen, um sein normales Leistungsniveau erreicht zu haben. Auf einem leichten Platz könnte seine Spielvorgabe hingegen nur −18 sein, so dass er entsprechend weniger Schläge benötigen darf.
Die Stammvorgabe (oder Clubvorgabe) wurde auf Basis der Ergebnisse vorgabenwirksamer Runden ermittelt. Der relevante Score war hierbei der nach Stableford, bei anderen Spielformen musste das Ergebnis in ein Ergebnis nach Stableford umgerechnet werden. Hatte der Spieler 36 Stablefordpunkte erzielt, so hatte er sein Handicap bestätigt, hatte er mehr als 36 Stablefordpunkte erspielt, errechnete sich die neue Stammvorgabe auf Basis der über 36 liegenden Punktzahl. Für jeden zusätzlichen Stablefordpunkt wurde die Stammvorgabe um einen bestimmten Wert herabgesetzt (in Anbetracht des Vorzeichens eigentlich heraufgesetzt), und zwar
| Vorgabe- klasse | Bereich des Handicaps | Bereich des Handicaps | Änderung des Handicaps      | Änderung des Handicaps             | Pufferzone (bis 36) | Pufferzone (bis 36) |
| Vorgabe- klasse | Bereich des Handicaps | Bereich des Handicaps | bei >36 Stable- fordpunkten | bei Nicht-Erreichen der Pufferzone | 18-Loch Turnier     | 9-Loch Turnier      |
| --------------- | --------------------- | --------------------- | --------------------------- | ---------------------------------- | ------------------- | ------------------- |
| 6 Clubvorgabe   | −54,0                 | −37,0                 | +1,0                        | keine Verschlechterung             | n/a                 | n/a                 |
| 5               | −36,0                 | −26,5                 | +0,5                        | keine Verschlechterung             | n/a                 | n/a                 |
| 4               | −26,4                 | −18,5                 | +0,4                        | −0,1                               | ab 32               | ab 34               |
| 3               | −18,4                 | −11,5                 | +0,3                        | −0,1                               | ab 33               | ab 35               |
| 2               | −11,4                 | −4,5                  | +0,2                        | −0,1                               | ab 34               | ab 35               |
| 1               | −4,4                  | besser                | +0,1                        | −0,1                               | ab 35               | n/a                 |

Hatte ein Spieler mit einer Stammvorgabe ab Vorgabeklasse 4 (also −26,4 oder besser) in einer vorgabenwirksamen Runde weniger als 36 Stablefordpunkte erzielt, konnte sich seine Stammvorgabe verschlechtern. Die Verschlechterung betrug pauschal 0,1 Punkte. Sie trat ein, wenn die für jede Vorgabenklasse unterschiedlich große Pufferzone verfehlt wurde. In der Klasse 1 betrug diese einen Punkt, in der Klasse 2 waren es 2 Punkte, in den Klassen 3 und 4 durfte man ohne Auswirkungen auf sein Handicap 3 bzw. 4 Punkte weniger als 36 erzielen. In der Vorgabeklasse 5 und 6 wurde das Handicap nicht hochgesetzt.
Vorgabenwirksam waren normalerweise nur Zählspiel oder Stableford-Turniere über eine oder mehrere volle Runde(n) von 18 Löchern und EDS-Runden über 18 Löcher. Im Deutschen Golf Verband bestand 2006 bis 2020 jedoch die Möglichkeit „vorgabenwirksame Neun-Löcher-Turniere“ zu spielen. Zunehmende allgemeine Zeitknappheit und der Wunsch der Golfspieler, häufiger vorgabenwirksam zu spielen, waren die Gründe für diese Regelung, welche in einem zweijährigen Pilotprojekt vorbereitet wurde. Allerdings waren Neun-Löcher-Turniere nur für Spieler der Vorgabenklassen 2–6, also bis bestenfalls Stammvorgabe −4,5, vorgabenwirksam. Für die „nicht gespielten“ zweiten 9 Löcher bei den Neun-Loch-Turnieren wurden zum Ergebnis pauschal 18 Stableford Punkte addiert.
Äußere Einflüsse (Wind, Regen, Trockenheit, hohes Rough, …) können gegenüber dem „normalen“ Platzzustand Wettspielergebnisse verzerren. Mittels des Verfahrens Computed Buffer Adjustment wurden bis 2016 in diesem Fall die Puffergrenzen der jeweiligen Stablefordklassen verschoben (von +1 bis −4), um eine bessere Vergleichbarkeit zwischen verschiedenen Wettspielen zu erreichen. Ab 2016 ist dieses Verfahren ersatzlos wegfallen. Ebenso gab es seit dem keine Verschlechterungen bis Handicap −26,5 (anstatt bis dahin −36), falls das aktuelle Handicap im Turnier oder in einer EDS-Runde nicht erreicht wurde.

## Manipulation
Gelegentlich ist der Vorwurf zu hören, Golfer würden versuchen, ihr Handicap zu manipulieren. Dabei wird manchen Spielern vorgeworfen, ein zu niedriges Handicap zu pflegen, um nach außen hin als besserer Golfer zu gelten. Dies kann z. B. dadurch erreicht werden, dass gerade bei Privatrunden ein „frisierter“ Score angegeben wird.
Anderen wird das „Schonen“ ihres Handicaps vorgeworfen („Sandbagging“): Sie würden ihr Handicap künstlich hoch halten, um bei Turnieren mehr Vorgabeschläge und damit bessere Siegchancen zu haben. Dies kann unter anderem dadurch erreicht werden, dass zur Vermeidung von Herabsetzungen nur sehr wenige vorgabewirksame Runden gespielt werden oder der Spieler absichtlich schlecht spielt.
Eine Herabsetzung kann man auch vermeiden, wenn man sich als Spieler eines ausländischen Clubs bzw. eines Inhabers einer ausländischen Lizenz bei Turnieren anmeldet. Zum Beleg der Verbesserung wird dem Spieler z. B. eine beglaubigte Scorekarte mitgegeben, wobei aber die Meldepflicht beim Spieler liegt. Versäumt er dies, so startet er verbotenerweise beim nächsten Turnier mit dem gleichen Handicap.
Im Falle von Verletzungen oder ähnlichen Situationen kann man sein Handycap auf Antrag auch hochsetzen lassen, damit der Wert dann wieder der tatsächlichen Spielstärke entspricht. Dafür gibt es je nach Golfverband unterschiedliche Regeln.